# Ética hacker

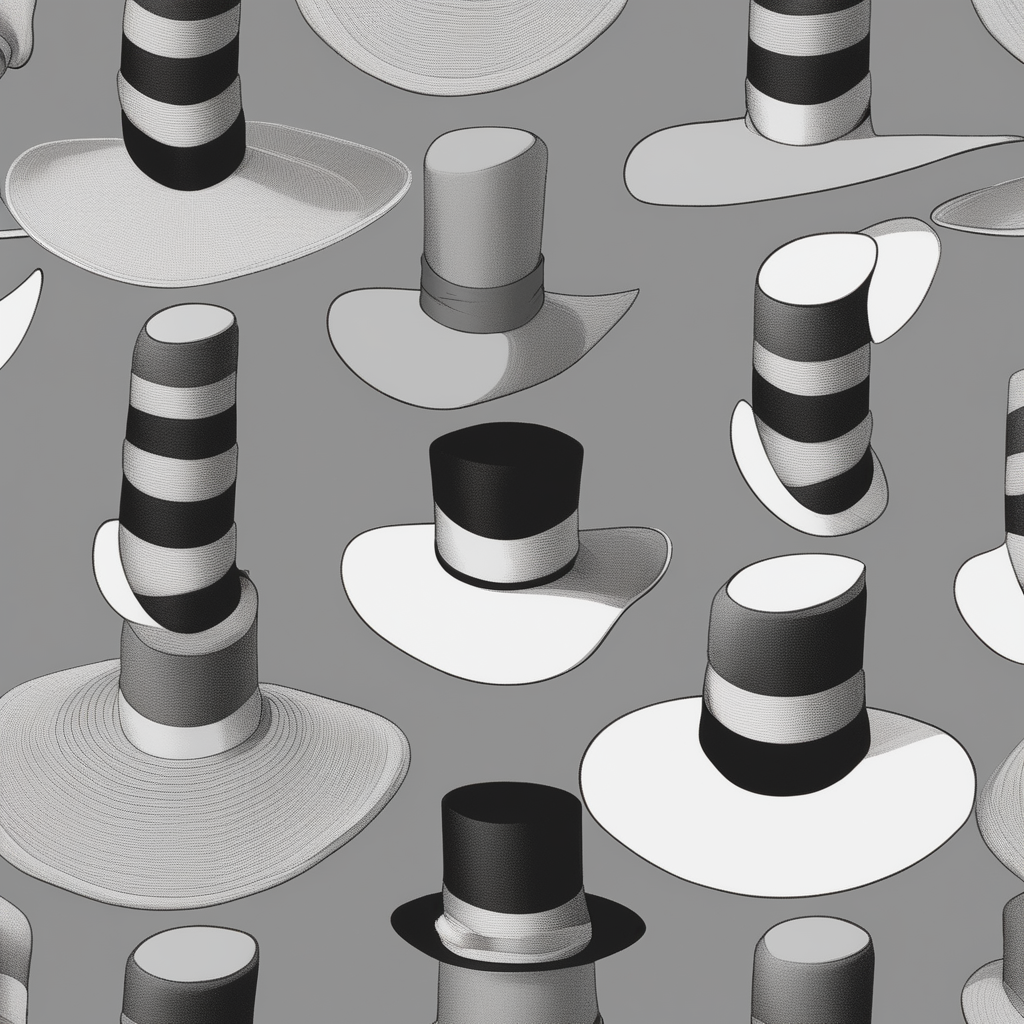
Ética hacker. Sombrero blanco, negro y gris.

La ética hacker es un conjunto de principios morales y filosóficos surgidos, y aplicados a las comunidades virtuales de hackers, aunque no son exclusivas de este ámbito, ya que muchos de sus valores pueden aplicarse fuera del ámbito de la informática y al acto de hackear. La expresión se suele atribuir al periodista Steven Levy en su ensayo seminal Hackers: Heroes of the Computer Revolution, publicado en 1984, donde describe y enuncia con detalle los principios morales que surgieron a finales de los años cincuenta en el Instituto Tecnológico de Massachusetts (MIT) y, en general, en la cultura de los aficionados a la informática de los años sesenta y setenta. Los principios clave pueden resumirse en el acceso libre a la información y en que la informática puede mejorar la calidad de vida de las personas.
Algunos de sus autores actuales han sido el finlandés Pekka Himanen y el estadounidense Eric S. Raymond. Otros hackers reconocidos y que han ayudado a crear parte de esta ética son Linus Torvalds y Richard M. Stallman.

## Historia

### El MIT y ARPANET
El inicio de la Cultura Hacker tal cual la conocemos puede remontarse con seguridad a 1961 cuando el MIT consigue la primera PDP-1. En este período el MIT crea todo un argot, programas y herramientas respecto a las computadoras PDP que se mantuvieron hasta bien entrada la década de los 90, gran parte de ello propulsado por un grupo de estudiantes denominado Tech Model Railroad Club. Es cuando, en 1969, se lanza ARPANET y se conectan entre sí diversas universidades y centros de Norteamérica (los más importantes para la cultura hacker de esta época serían el Laboratorio de Inteligencia Artificial de Stanford (SAIL) y la Universidad de Carnegie Mellon). Es aquí donde el MIT reviste su importancia histórica al crear su propio sistema operativo para las computadoras PDP, conocido como ITS (Incompatible Timesharing System) y escrito en un lenguaje que posteriormente se conocería como código LISP, un lenguaje mucho más flexible y potente que los que había en esa época, y que es usado incluso en la actualidad, el ejemplo más clásico es el editor de texto Emacs.
En este período el SAIL y otros centros de inteligencia artificial también desarrollaron hardware y software que posteriormente dio origen a computadores personales e interfaces de usuarios de ventana e iconos como conocemos. Además, una mención clara en la cultura hacker es el PARC y cómo innovaron en el género pero carecieron de reconocimiento, produciendo antes hardware y software de impresoras láser, interfaz de ventana y ratón, entre otros.

### Unix y los grupos de hackers
Mientras se desarrollaba el auge tecnológico relacionado con las computadoras PDP en el MIT y otras universidades en torno a ARPANET, en Nueva Jersey Ken Thompson junto a Dennis Ritchie creaba el sistema operativo UNIX a la base de un proyecto de Laboratorios Bell sobre el sistema operativo Multics. La idea de Multics era generar un sistema operativo con varias innovaciones, pero debido al bajo rendimiento de las primeras versiones se desvinculó del proyecto. Es Thompson quien decide seguir trabajando en el proyecto de Multics y empezó a programar un nuevo sistema en una vieja PDP-7 rescatando los programas y características que encontrará relevantes. En esta época Dennis Ritchie crea un nuevo lenguaje llamado C y le propone a Thompson que se arme de nuevo bajo este nuevo lenguaje. El prototipo de este sistema operativo tuvo el nombre de UNICS, que se consideraba un sistema operativo Multics castrado por muchos programadores de la época (pues, en inglés, Eunuchs es un homófono de UNICS), por lo cual se rebautizó al sistema como UNIX.
Lo relevante de la creación de UNIX es el hecho de que tanto Thompson como Ritchie se dieron cuenta de que se podía escribir un sistema operativo completamente en C, gracias a los avances de software y hardware que había en ese tiempo, a diferencia de lo común que era escribir los sistemas usando el lenguaje ensamblador. De hecho, para 1978, ya habían logrado portar UNIX a muchas computadoras de la época, y para 1980 ya varios centros y universidades se habían cambiado a UNIX. Además, gracias a que UNIX también portaba su propia red (la UUCP), permitía un sistema de comunicación entre máquinas barato, que posteriormente se transformaría en USENET, una nación de redes de UNIX que al pasar los años superó la red de usuarios de ARPANET.
Para 1980, se habían agrupado los usuarios de LISP y ARPANET y los usuarios de C y USENET en dos bandos distintos, juntos a ellos también se enfrentaban un pequeño grupo de hackers que avanzaban en el campo de los computadores portátiles basado en el lenguaje BASICS (en 1977 se funda APPLE y muchos entusiastas de los microordenadores aparecen). Cada uno estaba conectado entre sí, pero en el fondo funcionaban con tecnologías muy distintas. Pronto el grupo del MIT fue quedando atrás porque la tecnología de las máquinas PDP fue quedando obsoleta, y fue el mismo período en que Steven Levy escribe Hackers. En el proceso de este libro es que aparece Richard M. Stallman, quien crea la Free Software Foundation y se dedicó profundamente a la creación de software libre.

### Nacimiento del Unix libre
En el periodo de los 80 Unix pasa a las manos de AT&T, y el Unix de Bekerley y el correspondiente al de AT&T empiezan a configurarse como los dos polos en que los hackers se empezaban a agrupar. De vez en cuando todavía aparecían rencillas entre los usuarios de ITS y los de Unix, pero en 1990 la última ITS se apagó y muchos de los usuarios de este sistema fueron configurandose en estos nuevos polos de Unix y en el grupo de los ordenadores personales. 
Para la época de los 90, muchos hackers pudieron permitirse un computador personal, que gracias al chip 386 de Intel se podían permitir la misma potencia y capacidad que los servidores de los ordenadores de una década atrás. el problema fue que los sistemas Unix todavía eran demasiado caros para uso personal, y todos los intentos por comercializarlo no fueron muy productivos, incluso la Free Software Foundation no lo estaba haciendo bien en el diseño de GNU Hurd, un kernel libre similar al de Unix, gran parte de esto debido a que hasta ese momento las únicas formas de desarrollo de software eran bajo el Modelo Catedral.
Es bajo este contexto que Linus Torvalds empieza en 1991 el desarrollo de un kernel de la línea de GNU Hurd de la Free Software Foundation, liberando el prototipo de Linux a la comunidad hacker y dando lugar a la creación del primer sistema Unix de código totalmente abierto y redistribuible, GNU/Linux. Gracias a que este sistema se producía y reprogramaba constantemente por una cantidad inmunerable de hackers cada semana es que el proyecto fue avanzando con una velocidad abrumadora. Para 1993, GNU/Linux era un sistema operativo consistente y fiable para la totalidad de hackers en Norteamérica, convirtiéndose en el favorito para ellos hasta la actualidad. Es este hito de GNU/Linux uno de los mayores ejemplos de la ética hacker, y quizás su mayor logro. 
Gran parte del éxito de GNU/Linux puede verse mejor en el artículo La Catedral y el Bazar de Eric S. Raymond.

## Sistema de valores de la ética hacker
La ética hacker es una ética de tipo axiológico, es decir, una ética basada en una determinada serie de valores. Himanen rescata algunos fundamentales, a saber: pasión, libertad, conciencia social, verdad, anticorrupción, lucha contra la alienación del hombre, igualdad social, libre acceso a la información, valor social, accesibilidad, actividad, preocupación responsable, curiosidad, creatividad, interés y aspectos prácticos.
Así mismo, la práctica de la ética hacker quienes la promueven piensan en una sociedad realmente democrática; pensando en que las instituciones, las empresas y el Estado funcionan o deberían funcionar en el logro del bien común. También, las personas que poseen ese pensamiento y pretenden defender ese bien, dan el ejemplo y forman a sus compañeros colegas, empleados, trabajadores y demás profesionales de otras áreas del conocimiento para lograrlo.
Por tanto, el sistema de valores que la ética hacker fomenta no puede producirse en un plano puramente individual o sectario, no tendría sentido si no se la práctica en la convivencia social. Por eso se dice que la ética hacker en vez de la tradicional democracia representativa donde por lo general no se llevan a cabo muchos de los proyectos sociales, promulga por una democracia participativa, donde la gente se sienta útil actuando en la práctica.

## La ética hacker: vocación de minorías
Una cuestión desventajosa para quien quiera fomentar la ética hacker, es que inmediatamente se le tilda de "moralista" o "nerd". Esto es un mote que se sobrelleva a duras penas. Para muchas personas, hablar del bien común, la conciencia e igualdad social, el libre acceso a la información, entre otros valores de interés y aspectos prácticos de la ética hacker significa convertirse en un ser pacato, lleno de prejuicios o complejos y muchas veces considerado o bien un tonto o un fanático fastidioso. Según cierta noción esnobista o vanguardista, hablar de la ética hacker es ser revolucionario o "comunista". Y es precisamente esta enorme equivocación la que ha llevado a algunos activistas como Stallman junto a la Free Software Foundation a aclarar y defender la vocación de los hackers.

## ¿Qué hace un hacker?
Himanen, en su obra La ética del hacker y el espíritu de la era de la información (que contiene un prólogo de Linus Torvalds y un epílogo de Manuel Castells), comienza por rescatar una de las acepciones originales del término 'hacker'. Según Himanen, un hacker no es un delincuente, vándalo o pirata informático con altos conocimientos técnicos (a los que prefiere llamar crackers), término que se confundió gracias a la prensa de la década de los ochenta, período de los primeros ataques informáticos, sino que hacker es todo aquel que trabaja con gran pasión y entusiasmo por lo que hace. De ahí que el término 'hacker' pueda y deba extrapolarse a otros ámbitos como ser, por ejemplo, el científico. Así Himanen escribe:

"...en el centro de nuestra era tecnológica se hallan unas personas que se autodenominan hackers. Se definen a sí mismos como personas que se dedican a programar de manera apasionada y creen que es un deber para ellos compartir la información y elaborar software gratuito. 

No hay que confundirlos con los crackers, los usuarios destructivos cuyo objetivo es el de crear virus e introducirse en otros sistemas: un hacker es un experto o un entusiasta de cualquier tipo que puede dedicarse o no a la informática. En este sentido, la ética hacker es una nueva moral que desafía la ética protestante del trabajo, tal como la expuso hace casi un siglo Max Weber en su obra La ética protestante y el espíritu del capitalismo, y que está fundada en la laboriosidad diligente, la aceptación de la rutina, el valor del dinero y la preocupación por la cuenta de resultados..."

Frente a la moral presentada por Weber, la ética del trabajo para el hacker se funda en el valor de la creatividad, y consiste en combinar la pasión con la libertad. El dinero deja de ser un valor en sí mismo y el beneficio se cifra en metas como el valor social y el libre acceso, la transparencia y la franqueza.

## Ética hacker
Steven Levy resume en Hackers los postulados o principios de la ética hacker, que se resumen en: Compartir; Transparencia; Descentralización; El libre acceso a los ordenadores; Mejoramiento del mundo. Además de estos esbozos, Levy también describió la ética y las creencias de hackers más específicas en el capítulo 2, La ética del hacker:
1. El acceso a las computadoras-y cualquier cosa que pueda enseñar algo acerca de la forma en que funciona el mundo, debe ser ilimitado y total: y cuenta con las habilidades de los hackers para aprender y construir sobre las ideas y los sistemas preexistentes. Se cree que el acceso da a los hackers la posibilidad de desmontar cosas, corregir o mejorar sobre ellos y para aprender y comprender cómo funcionan. Esto les da el conocimiento para crear cosas nuevas y aún más interesantes. El acceso ayuda a la expansión de la tecnología.
2. Toda la información debe ser libre: La información debe ser libre para los hackers para que ellos puedan arreglar, mejorar y reinventar los sistemas. Un libre intercambio de información permite una mayor creatividad en general. Bajo el punto de vista de los hackers, cualquier sistema podría beneficiarse de un fácil flujo de la información, un concepto conocido como Transparencia en las ciencias sociales. Como señala Richard Matthew Stallman, Free= "libre" se refiere a un acceso sin restricciones; no a "free" como gratuito.
3. La desconfianza en la autoridad, promover la descentralización: La mejor manera de promover el libre intercambio de información es tener un sistema abierto que no presenta límites entre un hacker y un pedazo de información o un elemento del equipo que necesite en su búsqueda de conocimiento.  Los hackers creen que las burocracias, ya sean corporativas, gubernamentales, o de la universidad, son sistemas defectuosos.
4. Los hackers deben ser juzgados por su capacidad, no por criterios como títulos, edad, etnia, sexo o posición: Inherente a la ética hacker es un sistema meritocrático, donde la superficialidad se tiene en cuenta en la estimación de la habilidad. Steven Levy señala que criterios como la edad, el sexo, la etnia, la posición y la calificación se consideran irrelevantes dentro de la comunidad hacker. La habilidad de un hacker es el determinante final de aceptación. Dicho código dentro de la comunidad hacker fomenta el avance de la optimización informática y el desarrollo de software.
5. Puedes crear arte y belleza en un ordenador: Los hackers aprecian profundamente técnicas innovadoras que permiten a los programas realizar tareas complicadas con pocas instrucciones. el código de un programa es considerado para celebrar una belleza propia, después de haber sido cuidadosamente compuesto y artísticamente arreglado.  Aprender a crear programas que utilizan la menor cantidad de espacio casi se convirtió en un juego de hackers en la década de los noventa.
6. Las computadoras pueden cambiar su vida para mejor: Los hackers sintieron que las computadoras habían enriquecido sus vidas, e hicieron su vida aventurera. Los hackers consideran a los ordenadores como lámparas de Aladino que podían controlar. Se cree en la comunidad que todos en la sociedad podría beneficiarse de experimentar tal poder y que si todo el mundo pudiera interactuar con los ordenadores en la forma en que los hackers hicieron, a continuación, la ética hacker podría propagarse a través de la sociedad y los ordenadores mejorarían el mundo. el hacker tuvo éxito en convertir los sueños de un sinfín de posibilidades en realidades. el objetivo principal de un hacker es enseñar a la sociedad que "el mundo abierto por el ordenador es un mundo infinito".

## Sobre la actitud hacker
Un artículo de Eric S. Raymond ("¿Cómo puedo convertirme en hacker?") describe los valores principales que se destacan en esta ética, escribiendo que los hackers resuelven problemas y construyen cosas, y creen en la libertad y la ayuda voluntaria mutua. Para ser aceptado como hacker, deberás comportarte como si tuvieras esta actitud en tu interior. Y para comportarte como si tuvieras esta actitud, deberás creerte de verdad dicha actitud.
Para esto define algunos puntos transversales a cualquier tipo de hacker, entre estos cuenta que:
1. El mundo está lleno de problemas fascinantes que esperan ser resueltos: nos dice que un hacker está siempre dispuesto y motivado a resolver problemas, la competitividad y los desafíos son el motor de inspiración y funcionamiento de la personalidad hacker Archivado el 21 de octubre de 2020 en Wayback Machine., permite demostrar y afinar sus habilidades, esto en sí mismo, es una de las gratificaciones más importantes de cualquier hacker que haya en el mundo.
2. Ningún problema tendría que resolverse dos veces: el tiempo es preciado para todo hacker, por lo cual no debería gastarse resolviendo el mismo problema, cada vez que resuelvas un problema, compartelo en la comunidad para que otros hackers no pierdan su tiempo resolviendo algo que ya está hecho, y en cambio puedan dedicarse a otros proyectos o a optimizar lo que tu creaste.
3. El aburrimiento y el trabajo rutinario son perniciosos: ninguna persona debería hacer un trabajo para el cual no está motivado, porque al hacer esto no están resolviendo problemas que si los motiven y ayudando a crear soluciones, herramientas u optimizando soluciones ya hechas. Por tanto uno debería mantener estas tareas lo más automatizadas posibles para dedicar tiempo a resolver problemas.
4. La libertad es buena: la actitud autoritaria debe ser combatida donde sea que se la encuentre, los hackers deben ocupar su libertad para resolver problemas, por lo que cualquier actitud que coharte esta libertad debe ser rechazada y se debe enfrentar.
5. La actitud no es sustituto para la competencia: no importa que tanto de los puntos anteriores la persona tenga, un hacker siempre debe estar dispuesto a afinar sus habilidades y competencias, no importa que tan libertario se es si no está capacitado para resolver problemas

## Valores fundamentales
La ética hacker es una ética de tipo axiológico, es decir, una ética basada en una determinada serie de valores. Himanen rescata algunos fundamentales, a saber:
- Pasión
- Libertad
- Conciencia social
- Verdad
- Honestidad
- Anticorrupción
- Lucha contra la alienación de las personas
- Igualdad social
- Libre acceso a la información (conocimiento libre)
- Valor social (reconocimiento entre semejantes)
- Accesibilidad
- Actividad
- Preocupación responsable
- Curiosidad
- Creatividad
- Interés

## Ética hacker y crackers
Se puede diferenciar sobre la base de estos valores entre los Sombrero Blanco, Sombrero Negro y Sombrero Gris. Los Sombrero Blanco son Hackers que ocupan sus capacidades para encontrar fallas en sistemas para probar sus capacidades, suelen avisar luego de entrar al sistema al propietario de la misma para informarle de la falla, y que pueda arreglarse, también pueden hacerlo por razones contractuales, muchos sombreros blancos son contratados por compañías que realizan software de seguridad, o para ver si existen fallas en los sistemas de las mismas. Los Sombrero Negro, conocidos comúnmente como Crackers, son piratas informáticos que ocupan sus capacidades para acciones ilegales. Finalmente, los Sombrero Gris son aquellos que oscilan entre actividades legales e ilegales.

## Evolución y aplicación contemporánea
La ética hacker ha ido transformándose desde sus orígenes en los años 60 y 70, cuando se vinculaba principalmente con el acceso libre a la información y la experimentación técnica, hacia un conjunto más amplio de valores relacionados con la libertad digital y la participación activa en la construcción de tecnologías abiertas. Hoy en día, muchos grupos asocian esta ética con el activismo digital, la defensa de la privacidad y el rechazo a estructuras tecnológicas cerradas o centralizadas.
Uno de los campos donde esta ética se manifiesta con mayor claridad es el desarrollo del software libre, impulsado por figuras como Richard Stallman, que defienden el derecho de los usuarios a usar, estudiar, modificar y distribuir libremente los programas informáticos. Esta postura se presenta como una alternativa ética frente al modelo del software propietario, en el que el código permanece cerrado y se restringe su uso o modificación.
Otra distinción clave dentro de esta cultura es la que diferencia al hacking ético del cracking. El primero hace referencia a prácticas de seguridad informática realizadas con consentimiento y con el objetivo de prevenir fallos o vulnerabilidades; mientras que el segundo implica el acceso sin autorización a sistemas informáticos, normalmente con intenciones maliciosas o delictivas.
Además, los principios de la ética hacker han influido en movimientos como el copyleft, la cultura maker o el open data. Todos ellos promueven la transparencia, la colaboración descentralizada y el acceso libre al conocimiento, defendiendo un enfoque tecnológico centrado en la participación, la innovación abierta y el bien común.